# Villexavier
Villexavier là một xã trong tỉnh Charente-Maritime tổng Jonzac of the Charente-Maritime trong vùng Nouvelle-Aquitaine, tây nam nước Pháp. Xã Villexavier nằm ở khu vực có độ cao từ 48-90 mét trên mực nước biển.

## Lịch sử biến động dân số
| Năm  | Dân số | Mật độ | Phần trăm của tổng |
| ---- | ------ | ------ | ------------------ |
| 1962 | 266    | -      | -                  |
| 1968 | 274    | -      | -                  |
| 1975 | 262    | -      | -                  |
| 1982 | 277    | -      | -                  |
| 1990 | 269    | -      | -                  |
| 1999 | 247    | 24/km² | 2.47%              |